# マーゲッソン子爵
マーゲッソン子爵（英: Viscount Margesson）は、イギリスの子爵、貴族。連合王国貴族爵位。

## 歴史
保守党の政治家デイヴィッド・マーゲッソン(1890–1965)は、1942年4月27日に連合王国貴族としてウォリック州におけるラグビーのマーゲッソン子爵（Viscount Margesson, of Rugby in the County of Warwick）に叙された。彼ののちは、長男であるフランシスが爵位を相続した。
2代子爵フランシス(1922－2014)は英国陸軍軍人で、バハマ総督副官を務めた。
その息子である3代子爵リチャード(1960-)がマーゲッソン子爵家現当主だが、爵位には法定推定相続人も推定相続人もいないため、近い将来廃絶する可能性が高い。

## マーゲッソン子爵（1942年）
- 初代マーゲッソン子爵ヘンリー・デイヴィッド・レジナルド・マーゲッソン（英語版） (1890–1965)
- 第2代マーゲッソン子爵フランシス・ヴィア・ハムデン・マーゲッソン (1922–2014)
- 第3代マーゲッソン子爵リチャード・フランシス・デイヴィッド・マーゲッソン (1960-)

法定推定相続人も推定相続人も存在しない。

## 系図
- 初代マーゲッソン子爵ヘンリー・デイヴィッド・レジナルド・マーゲッソン（英語版） (1890–1965)
  - 第2代マーゲッソン子爵フランシス・ヴィア・ハムデン・マーゲッソン (1922–2014)
    - 第3代マーゲッソン子爵リチャード・フランシス・デイヴィッド・マーゲッソン (1960-)
      - イザベラ・マーゲッソン (1995-)

    - ローダ・フランシス・マーゲッソン DP法適用対象者（英語版）[註釈 1]
    - サラ・ヘレナ・マーゲッソン (1963-)
    - ジェーン・ヘンリエッタ・マーゲッソン (1965-)

  - ジャネット・ハムデン・マーゲッソン (1918-1968)
  - メアリー・ゲイ・ホバート・マーゲッソン (1919-)

### 註釈
1. ↑  当該人物は、 基礎資料保護法（英語版）に基づく個人情報取得制限の適用対象となっているため、生年等不明。[1]